# Diabetes mellitus
Diabetes mellitus is een chronische aandoening die wordt gekenmerkt door herhaaldelijke hyperglykemie: herhaaldelijk - chronisch - verhoogde bloedglucose- of bloedsuikerwaarden. Vandaar de Nederlandstalige aanduiding 'suikerziekte'.
Wat een normale bloedglucosewaarde precies inhoudt en hoe een meting moet worden verricht, is internationaal vastgelegd, met per land een soms iets andere invulling. Continue hyperglykemie veroorzaakt glucosurie (suikerverlies via de urine),  polyurie (veel urineren) en polydipsie (veel drinken). Langdurige hyperglykemie kan uiteindelijk leiden tot een coma, als een juiste diagnose en behandeling uitblijven.

## Vóórkomen (epidemiologie)
Wereldwijd hadden in 2010 zo'n 180 miljoen mensen diabetes. Ruim 95% van alle gevallen betreft diabetes type 2. Van de naar schatting 800.000 Nederlanders met deze ziekte, waren er zo'n 250.000 die diabetes hadden zonder het te weten. Het Nederlandse ministerie van Volksgezondheid (VWS) heeft in 2005 van diabetes een speerpunt gemaakt, om de Nederlandse diabeteszorg te verbeteren. Volgens de Nederlandse diabetesorganisaties en het ministerie van VWS krijgt twee derde van de diabetici onvoldoende goede zorg.
Diabetes mellitus (DM) type 1 en 2 komen beide in alle leeftijdscategorieën voor, echter type 2 bij het Kaukasische (blanke) ras vooral na het 40e levensjaar. Bij andere etnische groepen begint het vaak al op jongere leeftijd. Vooral mensen van Hindoestaanse, negroïde, mediterrane of Aziatische afkomst hebben een extra hoge kans om DM type 2 te ontwikkelen. Deze personen dienen vanaf kinderleeftijd al gescreend te worden. Van de patiënten met DM type 2 heeft zo'n 80-85% overgewicht. Daarnaast staat DM type 2 bekend om de familiaire belasting. Bij DM type 1 is dit veel minder het geval.

## Diagnose
De conventie stelt dat de ideale bloedglucosewaarde, de bloedglucosespiegel, afhankelijk van omstandigheden, tussen de 4 en de 8 mmol/liter bloed ligt. Een normale, nuchtere waarde, niet direct na een maaltijd, ligt tussen de 4 en de 5,6 mmol/l (of tussen de 60 en de 160 mg (glucose)/dl (bloed)). Indien de 'nuchtere' waarden bij een onbehandeld persoon boven de 7 mmol/l en 'niet-nuchter' (direct na een maaltijd) boven de 11,0 mmol/l liggen, spreekt men van diabetes mellitus (suikerziekte). In het grijze gebied tussen deze grenswaarden spreken sommigen wel, anderen niet van diabetes. Landelijk en internationaal worden over deze waarden periodiek afspraken gemaakt, of ze worden herzien door medici op grond van nieuwe onderzoeksresultaten. Meestal wanneer men symptomen van diabetes mellitus heeft, zitten de bloedsuikerwaarden royaal boven de streefwaarden.
Om zeker te weten of een persoon diabetes heeft en welk type diabetes, dient bij het bloedonderzoek niet alleen de bloedglucosewaarde bepaald te worden, maar ook het c-peptide- en het insulinegehalte van het bloed. Een type-1-patiënt vertoont een verhoogde bloedglucosewaarde, en produceert nauwelijks tot geen c-peptide meer; een type-2-patiënt vertoont meestal (maar niet altijd) een verhoogde bloedglucosewaarde, die altijd gepaard gaat met een verhoogd insuline-niveau.

## Etymologie
De naam diabetes mellitus (Grieks diabètès = sifon, van dia = door[heen], bainoo = gaan en Latijn mellitus = honingzoet), letterlijk "zoete doorstroom" of zoete urine, is ontstaan door de zoete smaak van de urine van deze patiënten. Vóór de chemische analyse van urine mogelijk werd, was een arts aangewezen op de eigen zintuigen. Het proeven van de urine was een gangbare manier van onderzoeken. Een andere wijze was de urine in een schoteltje buiten te zetten en te kijken of er wespen en andere insecten op afkwamen.

## Oorzaak van de ziekte (pathogenese)
Diabetes is een ongeneeslijke stofwisselingsziekte waarbij het lichaam onvoldoende energie uit glucose kan halen. De in het bloed aanwezige glucose, of bloedsuiker, afkomstig van de spijsvertering, kan in de meeste cellen (insulineafhankelijke cellen) alleen vanuit het bloed opgenomen worden als het bloed tevens voldoende insuline bevat, én als er werkende insuline-receptoren op de lichaamscellen aanwezig zijn. De precieze oorzaak van diabetes type 1 is nog niet bekend. Verschillende factoren worden onderzocht, zoals erfelijkheid, een virusinfectie, te weinig blootstelling aan zonlicht en het voedingspatroon. Bij het ontstaan van diabetes type 2, spelen onder meer overgewicht, onvoldoende lichaamsbeweging en genetische factoren een rol. Diabetes type 2 is veruit de meest voorkomende vorm van diabetes. Ook roken vergroot het risico op het ontwikkelen van diabetes type 2, de kans is 30 tot 40% hoger.
De bekendste problemen bij diabetes zijn:
- onvoldoende of geen productie van insuline door de eilandjes van Langerhans in de alvleesklier, het kenmerk van diabetes type 1.
- een probleem met de insuline-receptoren in de lichaamscellen, het kenmerk van diabetes type 2.

### Invloed van suikerinname in eerste drie levensjaren
Brits onderzoek van 2024 toont een verband aan tussen de inname van suiker gedurende de eerste drie levensjaren, en de ontwikkeling van diabetes type 2. De onderzoekers vergeleken hiervoor personen geboren vóór 1953, toen suiker in het Verenigd Koninkrijk op de bon en daarmee moeilijk te krijgen was, met personen geboren na 1953. Uit het onderzoek volgde dat een suikerrantsoenering in de eerste duizend dagen het risico op diabetes type 2 op zestigjarige leeftijd verkleinde met 35 procent. Wie toch diabetes kreeg, kreeg dit gemiddeld vier jaar later dan wie als baby of peuter wél onbeperkt toegang tot suiker had. Vergelijkbare resultaten waren er voor het hebben van een verhoogde bloeddruk.

## Gevolgen
Wanneer de glucose niet of onvoldoende in de cellen opgenomen kan worden, stijgen de bloedglucosewaarden; er treedt hyperglykemie op. Dit heeft diverse gevolgen:
- De meest acute complicatie is ketoacidose. Hierbij treedt verzuring op in alle weefsels en organen, wat misselijkheid en soms braken tot gevolg heeft. Dit begint bij een concentratie van ketolichamen van 17 mmol/l of hoger.
- In de nieren zal de concentratie glucose in het bloed zo hoog zijn dat deze door de nieren niet volledig terug-geabsorbeerd kan worden. Hierdoor gaat er glucose via de nier verloren in de urine. Dit gaat tevens gepaard met extra waterverlies, waardoor er grote volumes urine worden geproduceerd: polyurie. Door het grote urineverlies stijgt het dorstgevoel en zal de patiënt veel drinken. Dit noemt men polydipsie.

## Symptomen
- Veel mensen met type 2-diabetes zijn geheel of nagenoeg symptoomloos.
- Het al eerder genoemde veel plassen en veel drinken treedt op bij hoge tot zeer hoge bloedglucosewaarden (boven de 12 mmol per liter).
- Patiënten hebben bij een slechte glucosespiegel (te hoog) vaker dan gemiddeld last van blaasontsteking, witte vloed, en/of steenpuisten.
- Soms kan men aceton ruiken in de adem van patiënten met diabetes met name als glucose door het insulinetekort zo slecht kan worden verwerkt dat het lichaam overgeschakeld is op vetverbranding, waarbij ketonen als nevenproducten ontstaan, waarvan aceton er een is. De glucosespiegel in het bloed is dan meestal veel te hoog. Bij hoge bloedsuikers en ernstige uitdroging kan ketoacidose (een metabole acidose) met een levensgevaarlijk coma optreden.
- Vergrote kans op niet of slecht helende wonden, doordat de zenuwen niet meer goed functioneren, en men vooral een wondje aan de voet, niet meer goed voelt. Deze voetwondjes helen meestal slecht of niet.
- Rode of branderige ogen. Wazig zien. Ontsteking aan de ogen.
- Vermoeidheid of slaperigheid
- Impotentie
- Een droge mond en een droge tong
- Er ontstaat een verhoogd hongergevoel of polyfagie, door de verminderde opname van glucose in de spier-, lever- en vetcellen. De cellen hebben de werking van insuline in het bloed nodig, dat de daartoe gespecialiseerde membraaneiwitten (GLUT) in de  celmembranen activeert om glucose vanuit het bloed op te nemen.
- Polyneuritis, wat 'ontsteking van verschillende zenuwen' betekent, veroorzaakt gevoelsstoornissen: een veel lager sensorisch gevoel.
- Verhoogde kans op macrosomie
- Bij extreme hyperglykemie is er kans op coma
- Bij hypoglykemie zijn de symptomen beven, plotse honger, geeuwen, troebel zicht, hoofdpijn, hartkloppingen, wisselend humeur, bleekheid, concentratiestoornissen.[7]
- Bij een ernstige hypoglykemie (glycemie lager dan 60 mg/dl) bestaat eveneens de kans op een, hypoglykemisch, coma. Oorzaak van hypoglykemie kan zijn een te lange tijd tussen de maaltijden, of een te hoge verbranding van glucose, door toedienen van insuline of door bijvoorbeeld sporten.[7]

## Gevolgen op langere termijn
Op de lange termijn kunnen verdere complicaties optreden, dit hangt veelal af van hoe regelmatig de patiënt een te hoge bloedsuikerspiegel heeft:
- In de grotere slagaders treedt een sterk versnelde atherosclerose op. Diabetes mellitus is de belangrijkste risicofactor voor hart- en vaatziekten. Ook de kleinste slagadertjes gaan minder goed werken (microangiopathie) wat tot schade overal in het lichaam leidt, bijvoorbeeld diabetische retinopathie, een beschadiging van het netvlies, met als gevolg slechtziendheid of zelfs blindheid, of diabetische nefropathie, waarbij de nieren niet goed meer werken.
- De gevoelszenuwen gaan minder goed werken, waardoor na jaren vaak ongevoeligheid optreedt in de voeten en de handen. De voeten en handen gaan prikkelen en tintelen, en tezelfdertijd wordt de tastzin minder goed, waardoor fijn werk zoals het dichtmaken van knoopjes onmogelijk wordt, of de patiënt niet meer voelt dat hij in een punaise is getrapt. Dergelijke wondjes gaan bovendien eerder ontsteken, en de genezing gaat slechter door de verstoorde bloedtoevoer. De patiënt merkt het pas laat omdat hij het niet voelt. Dit kan leiden tot weefselsterfte of necrose, waarbij tenen, voeten of onderbenen uiteindelijk moeten worden geamputeerd.
- Doordat diabetici veelal last hebben van een schommelende bloedsuikerspiegel, is de kans op tandvleesontstekingen groter. Er kunnen mondziektes als abces of parodontitis ontstaan[8]. Bij verergering hiervan kunnen zelfs de tanden en kiezen worden verloren.

## Classificaties

### Juveniele versus ouderdomsdiabetes
Toen de pathogenese van diabetes nog onbekend was, klasseerde men de patiënten volgens de symptomen. De jeugdige (juveniele) vorm was een ernstige vorm die reeds in de kindertijd tot uiting kwam. De kinderen waren erg mager, hun spieren 'smolten' weg en ze stierven jong.
De ouderdomsdiabetes trad pas op latere leeftijd op en was een mildere vorm. Oorzaak en behandeling waren onbekend.

### Insuline-afhankelijke versus insuline-onafhankelijke diabetes
Toen het onderliggende probleem eenmaal beter werd begrepen, deelde men de diabetes in op basis van de behandeling. Type 1 of insuline-afhankelijke vorm was de ernstigste vorm, waaronder ook de voormalige juveniele diabetes viel, type 2 was de insuline-onafhankelijke diabetes waaronder de meeste van de voormalige 'ouderdomsdiabetici' vielen.

### β-celdestructie versus intacte β-cellen
Tegenwoordig wordt het ontstaan van diabetes nog wat beter begrepen en klasseert men diabetes in een β-cel-destructieve diabetes (type 1), en β-cel-intacte diabetes (type 2).
Aangezien type 2, door de westerse leefstijl - overgewicht, weinig lichaamsbeweging, steeds vaker bij mensen van onder de 50 optreedt, is de term ouderdomsdiabetes niet meer van toepassing.
Bij diabetes type 1 maakt de alvleesklier onvoldoende insuline aan. Dit is het gevolg van de grootschalige vernietiging van de insuline-producerende β-cellen in de eilandjes van Langerhans. In dit geval is sprake van een absoluut tekort aan insuline.
Mogelijke oorzaken zijn:
- auto-immuundestructie van de β-cellen
- met onbekende oorzaak: idiopathische destructie van de β-cellen
- infectueuze destructie van de β-cellen
- chemische destructie van de β-cellen
- een algemeen alvleesklier-probleem
- ijzerstapeling of hemochromatose (bronzen diabetes)

Type 1 is bij kinderen en jongeren veruit de meest voorkomende vorm. De meeste gevallen van type 1 ontstaan door auto-immuundestructie. Deze vorm openbaart zich soms al in het tweede levensjaar. Als type 1 zich na de leeftijd van 25 jaar voordoet spreekt men van LADA: Latent Auto-immune Diabetes in Adults: latente auto-immune diabetes bij volwassenen. Door het toenemend aantal kinderen met overgewicht groeit echter het aandeel van type 2-diabeten onder kinderen met diabetes.
Bij diabetes type 2 zijn er voldoende β-cellen in de alvleesklier aanwezig. Absoluut is er dus voldoende insuline aanwezig, maar het lichaam reageert er onvoldoende op. Er is sprake van een relatief tekort aan insuline.
Oorzaken hiervan kunnen zijn:
- te weinig receptoren op de lichaamscellen.
- insulineresistentie: er is een defect in de insulinecascade. Hierdoor wordt er in de lichaamscellen minder GLUT-4 naar het celmembraan getransporteerd. GLUT-4 is een membraaneiwit, dat zorgt voor de opname van glucose, vanuit de bloedbaan naar de cellen, die het gebruiken voor de celademhaling.

Type 2 komt voor in alle leeftijdsgroepen, maar met name bij ouderen en mensen met overgewicht. Waarom overgewicht kan bijdragen tot ontwikkeling van DM-type II is nog niet geheel duidelijk, maar vrije vetzuren (NEFA's, non-esterified fatty acids) spelen in ieder geval een rol:
- een toegenomen concentratie vetzuren in de β-cellen van de alvleesklier vermindert de afgifte van insuline, zij het op zeer lange termijn en alleen bij ernstige obesitas. Bij matig overgewicht en zelfs bij matige obesitas, zal de insulino-trope - de afgifte van insuline uit de β-cellen bevorderende - werking, als reactie op een gestegen bloedsuikerspiegel, nog de doorslag geven. Dit is ook de reden dat 80% van de populatie met overgewicht/obesitas geen DM-type II ontwikkelt;
- competitie van de vetzuren met glucose, voor oxidatie in de mitochondriën van de lichaamscellen, laat glucose ongebruikt in de bloedbaan achter;
- negatieve interferentie van de vetzuren met het reactiepad in de lichaamscellen, dat GLuT-4-receptoren naar de celmembranen verplaatst (dit zou voor de eigenlijke, ongewenste insuline-resistentie zorgen).

Zwangerschapsdiabetes is een bijzonder geval van diabetes type 2, waarbij de moederkoek hormonen, waaronder HPL en cortisol, aanmaakt, die in het bloed van de moeder terechtkomen, en die de werking van de insuline van de moeder tegenwerken. De alvleesklier van de moeder moet twee tot drie maal meer insuline produceren om hetzelfde effect te behouden in de cellen. Indien de alvleesklier van de moeder hiertoe niet in staat is, ontstaat er zwangerschapsdiabetes. Deze vorm van diabetes verdwijnt meestal enkele dagen na de geboorte van het kind. Toch hebben dergelijke moeders later een duidelijk grotere kans op diabetes type 2. Het komt in de zwangerschap ook wel voor dat de nier wat glucose doorlaat zonder dat de glucosewaarden die in het bloed gemeten worden verhoogd zijn: er bestaat dan alleen een verlaagde nierdrempel voor glucose.
Amerikaans onderzoek heeft aangetoond, dat hoe jonger een vrouw voor het eerst ongesteld wordt, hoe groter de kans op diabetes type 2. 

## Behandeling

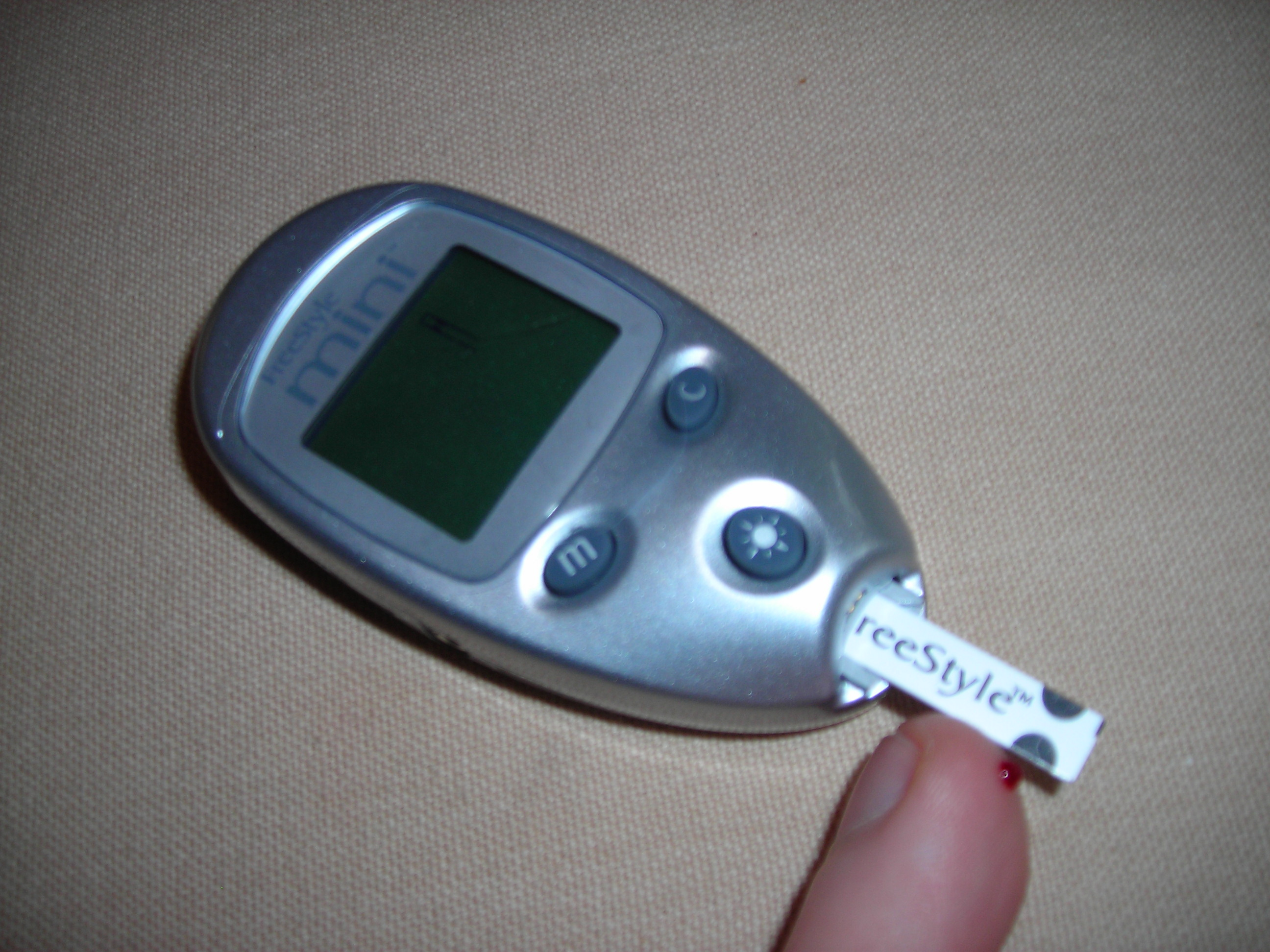
Het meten van de bloedsuikerspiegel met een glucosemeter

De behandeling van diabetes type 1 en 2 heeft veel overlap, maar is op bepaalde aspecten fors afwijkend. Zo worden voor beide typen diabetes het volgen van een dieet, en verandering van levensstijl geadviseerd. Bij type 1-diabetes is insuline echter een cruciaal onderdeel van de behandeling, terwijl bij type 2-diabetes meestal gestart wordt met niet-insuline-glucoseverlagende medicatie.

### Leefstijladviezen
Zoals verderop besproken is het van groot belang om te letten op de inname van koolhydraten, zowel zetmeel als suikers. Aangeraden wordt om te sporten, omdat dit hyperglykemie tegengaat; dat komt doordat de gebruikte skeletspieren geen insuline nodig hebben om glucose op te nemen. Het is bij mensen met diabetes van nog meer belang dan bij andere groepen dat zij niet roken, een normaal gewicht handhaven, aan lichaamsbeweging doen en een eventuele hoge bloeddruk en hoog cholesterol laten behandelen.

### Glucose verlagende medicatie
Voor de behandeling van diabetes type 2 zijn intussen meerdere types medicijnen beschikbaar, die kunnen ingedeeld worden in de volgende groepen:

#### Biguaniden
Van de biguaniden is in Nederland alleen metformine op de markt. Dit orale medicijn is over het algemeen de eerste keus bij de behandeling van diabetes type 2. Het precieze werkingsmechanisme is nooit geheel opgehelderd, maar er wordt aangenomen dat metformine de aanmaak van glucose vanuit glycogeen in de lever vermindert, en de gevoeligheid voor insuline in de spieren verbetert.

#### Alfa-glucosidase remmers
Hoewel het niet vaak wordt voorgeschreven, is acarbose wel beschikbaar. Dit orale medicijn remt de werking van het spijsverterings-enzym α-glucosidase in de dunne darm. Hierdoor wordt de afbraak van complexe koolhydraten tot eenvoudige suikers afgeremd, waardoor er vanuit de haarvaten in de darmwand minder glucose in het bloed komt. Een belangrijke bijwerking is winderigheid, aangezien de niet afgebroken koolhydraten door bacteriën in de darmflora worden omgezet in gassen.

#### Sulfonylureumderivaten
Meestal de tweede stap in de behandeling van diabetes type 2, na metformine, is het toevoegen van een sulfonylureumderivaat. Binnen deze groep medicijnen bestaan meerdere orale middelen, zoals glibenclamide, gliclazide, glimepiride en tolbutamide. Deze medicijnen stimuleren de β-cellen in de alvleesklier tot het aanmaken van meer insuline. Hoewel deze middelen effectief de bloedglucose verlagen, geven ze vaak bijwerkingen als gewichtstoename en hypoglykemie (te lage bloedsuiker).

#### Thiazolidinedionen
Van de thiazolidinedionen is pioglitazon beschikbaar. Deze orale middelen bevorderen de insulinegevoeligheid van het vetweefsel, de skeletspieren en de lever (door het stimuleren van 'peroxisomal proliferator activated receptor type gamma', of PPAR-γ). Voordeel van de thiazolidinedionen is dat ze effectief het glucose verlagen, en daarnaast ook leververvetting verminderen. Nadelen van deze middelen zijn gewichtstoename, en een wat hoger risico op botbreuken.

#### GLP-1 receptor agonisten
Glucagon-like peptide-1, kortweg GLP-1, is een darmhormoon dat normaal vrijkomt na voedselinname, en dat de alvleesklier stimuleert om insuline aan te maken. Daarnaast remt het de maaglediging richting de dunne darm, en onderdrukt het de glucose-aanmaak, vanuit glycogeen, in de lever. GLP-1 receptor agonisten zijn middelen gebaseerd op dit hormoon. Deze medicijnen verlagen krachtig het glucosegehalte van het bloed, en zorgen voor gewichtsafname, door onderdrukking van het hongergevoel. Er zijn meerdere middelen op de markt, waarvan de meeste worden toegediend met een onderhuidse injectie: dulaglutide (1x per week), exenatide (2x per dag of 1x per week), liraglutide (1x per dag), lixisenatide (1x per dag), semaglutide ('Ozempic', 1x per week). Er is ook orale variant, namelijk semaglutide ('Rybelsus', 1x per dag). De GLP-1 receptor agonisten zijn ook bewezen effectief tegen hart- en vaatziekten die vaak een complicatie zijn van diabetes. Een nadeel van dit type medicijn is dat het vaak bijwerkingen heeft op het maag-darmkanaal, zoals misselijkheid en overgeven.

#### DPP-4 remmers
Deze middelen remmen het enzym dipeptidyl peptidase-4, waardoor er meer GLP-1 in het lichaam is. Er zijn meerdere van deze orale medicijnen beschikbaar: linagliptine, saxagliptine, sitagliptine en vildagliptine. Hoewel ze veel overlap hebben qua werkingsmechanisme als de GLP-1 receptor agonisten, zijn ze minder krachtig. Ze geven ook geen gewichtsafname (maar ook geen toename). Een groot voordeel van DPP-4 remmers is dat ze nauweliks bijwerkingen hebben.

#### SGLT2-remmers
Dit zijn de nieuwste middelen op de markt (huidige opties zijn: canagliflozine, dapagliflozine, empagliflozine en ertugliflozine), en remmen 'sodium-glucose linked transporter 2.' Dit kanaaltje is aanwezig in de nieren, en zorgt normaal voor heropname van glucose uit de urine. Dit leidt er normaal toe dat er geen energie verloren gaat. Bij patiënten met diabetes kan dit kanaaltje verstoord raken, en te hard werken. Hierdoor kan het gaan bijdragen aan een hoge bloedsuikerspiegel. SGLT2 remmers onderdrukken dit kanaaltje, waardoor men meer glucose uit plast. Een ander voordeel is dat door dit glucoseverlies patiënten ook afvallen. Hypoglykemieën zijn er zelden, echter er is wel een verhoogd risico op infecties van de geslachtsorganen.

### Insuline
Type 1 kan alleen worden behandeld met insuline. Insuline wordt ook gebruikt als diabetes type 2 niet afdoende reageert op behandeling met tabletten.
De behandeling van diabetes bestaat niet alleen uit medicatie. De bloedglucosespiegel moet zo stabiel mogelijk worden gehouden door een combinatie van medicatie, dieet en bewegen. Mensen met diabetes mogen met mate suiker gebruiken, anders dan vroeger werd gedacht. Het gaat om de totale koolhydraatinname. Diabetici dienen zich zowel te hoeden voor een hypoglykemie (te lage bloedglucosespiegel), hetgeen verholpen kan worden door koolhydraten te eten, als voor hyperglykemie (te hoge bloedglucosespiegel), in welk geval koolhydraten vermeden dienen te worden en, indien mogelijk, insuline bijgespoten moet worden. De correcte balans vinden tussen deze uitersten, bijvoorbeeld bij zware inspanningen of sport, is soms moeilijk.
Tegenwoordig wordt insuline toegediend op twee manieren.
- Insuline-injectie met een spuit met korte naald.
- Een insulinepomp die zorgt voor een constante toevoer van insuline in het lichaam van de patiënt. Hierbij zit een katheter in buik, arm of bil, die om de drie à vier dagen vervangen moet worden.

Insuline bestaat in zeer kort-, kort- en langwerkende vormen en verschillende samenstellingen hiervan; alle vormen moeten worden ingespoten onder de huid, of door middel van een insulinepomp worden ingebracht. Ook combinaties tussen orale medicatie en verschillende soorten insulines zijn mogelijk.
Bij lang gebruik van insuline kan een soort gewenning optreden bij patiënten met diabetes type 1, waardoor de patiënt meer en meer moet spuiten voor dezelfde hoeveelheid koolhydraten.

### Risico's en controles
Mensen met diabetes hebben een grotere gevoeligheid voor bepaalde risicofactoren dan gezonden, met name roken, hoge bloeddruk en een te hoog cholesterol, samen ook wel het metabool syndroom genoemd.
In Nederland wordt ernaar gestreefd diabetes en alle bijkomende problemen als een geheel te behandelen, waarbij patiënten een paar maal per jaar worden gezien.
Er wordt dan gekeken naar:
- De bloedglucosewaarde, op grond waarvan de behandeling wordt geoptimaliseerd. Naast de concentratie van glucose zelf in het bloed, die per uur sterk kan wisselen, is er een stof die een weerspiegeling is van de gemiddelde glucoseconcentratie gedurende de afgelopen paar weken, namelijk het HbA1C of geglycolyseerde hemoglobine. Hieraan kan de gemiddelde bloedglucosespiegel over een periode van enkele maanden worden beoordeeld, op voorwaarde dat de patiënt geen bloedarmoede of hemoglobinopathie heeft.;[12]
- De voeten worden geïnspecteerd: zo nodig wordt de podotherapeut of medisch pedicure ingeschakeld;
- Er wordt gecontroleerd op neuropathie;
- Het rookgedrag wordt gemonitord en de patiënt wordt aangemoedigd te stoppen;
- Hoge bloeddruk wordt actief opgespoord en behandeld;
- Het cholesterolgehalte van het bloed wordt gemeten en behandeld als daar aanleiding toe is. In sommige richtlijnen wordt primaire preventie aanbevolen en dus standaard een statine voorgeschreven;
- De patiënt wordt aangemoedigd te bewegen en zijn lichaamsgewicht laag te houden;
- De patiënt wordt geregeld door een oogarts nagekeken om een optredende diabetische retinopathie in een vroeg stadium te kunnen behandelen middels lasertherapie.

Een overgrote meerderheid van de diabeten (met name type 1) meet de eigen bloedglucosewaarde met een glucosemeter. De patiënt kan zelf met een prik, meestal in de vingertop, via een kleine bloeddruppel controleren wat zijn bloedglucosewaarde is, en eventueel de hoeveelheid te injecteren insuline daarop aanpassen. Tegenwoordig kan de bloedsuiker ook worden gemeten met een sensor die in de arm geplaatst is, en die na enkele weken vervangen moet worden. Het grootste voordeel van deze sensor is dat er geen puntmeting meer gedaan wordt maar een constante meting, waardoor er een trend waargenomen kan worden op korte of langere termijn. Er kan zoveel als nodig gemeten worden, en vingerprikken is enkel bij twijfel of, indien de sensor dit vereist, bij kalibratie nog noodzakelijk. Deze zelfcontrole is van groot belang voor een zo stabiel mogelijke bloedglucosewaarde, waardoor latere complicaties zoveel mogelijk voorkomen kunnen worden.

### Preventie (voorkómen) van type 2-diabetes
Een Cochrane Systematic Review van 2019 onderzocht of metformine de kans verlaagt om effectief diabetes type 2 en vooral de ermee geassocieerde complicaties te ontwikkelen. Deze Cochrane review omvatte 20 studies van ieder minstens één jaar, die het gebruik van metformine vergeleken met de werking van andere bloedsuiker-verlagende geneesmiddelen, levensstijlaanpassingen of het effect van een placebo. Alle deelnemers waren gediagnosticeerd met prediabetes, op basis van nuchtere suikerwaardemetingen, een glucosetolerantietest en/of een HbA1c-bepaling. De belangrijkste uitkomsten zijn mortaliteit, het vóórkomen van diabetes mellitus type 2, gezondheidsgerelateerde levenskwaliteit en ernstige neveneffecten. Metformine werd zowel vergeleken met standaardzorg of als met intensieve levensstijlaanpassing.  Onder standaardzorg zijn het gewone dieet- en bewegingsadvies begrepen zoals dat door de arts of via folders werd meegegeven. Vijftien studies vergeleken metformine met gewoon dieet- en bewegingsadvies, en met het effect van een toegediende placebo. De categorie 'intensief dieet en beweging', bevat studies die een levensstijl-aanpassing beoogden via het volgen van intensieve programma’s. Deze bestonden bijvoorbeeld uit groepssessies, of individuele consultaties bij een diëtist of een trainer, waarbij soms ook extra materialen zoals folders, stappentellers en weegschalen werden meegegeven. De individuele evolutie van de deelnemers op vlak van dieet en beweging werd in deze studies ook strikter opgevolgd, en vaak werden nieuwe doelen bepaald aan de hand van de vooruitgang van de deelnemer. Metformine verlaagt of vertraagt waarschijnlijk het vóórkomen van type 2-diabetes bij personen met een verhoogde bloedsuikerspiegel vergeleken met standaard advies rond dieet en bewegen. Tussen intensief dieet- en beweegadvies en behandeling met metformine is er waarschijnlijk geen verschil op het (trager) ontwikkelen van diabetes type 2. Metformine en intensief dieet en bewegen lijken momenteel de meest effectieve interventies om de kans op ontwikkeling van diabetes mellitus type 2 te verlagen bij mensen met een verstoorde nuchtere suikerwaardemeting of glucosetolerantietest. Individuele begeleiding bij het volgen van het dieet en bij het verhogen van fysieke activiteit lijkt wel belangrijk.

## Onderzoek en ontwikkelingen
In België worden zo veel mogelijk nieuwe gevallen van diabetes, van patiënten jonger dan 40 jaar, geregistreerd in het Belgisch Diabetes Register. Er wordt demografische en klinisch-biologische informatie van de patiënten verzameld. Het doel hiervan is de mate van vóórkomen of prevalentie van diabetes in kaart te brengen, en oorzaken en merkers van diabetes te zoeken. Merkers zijn manieren om de ziekte of het risico erop, zo vroeg mogelijk te diagnosticeren. De merkers kunnen van genetische, immunologische of hormonale aard zijn. Zo kunnen eventueel causale verbanden gelegd worden tussen respectievelijk erfelijke factoren en levensstijl en het risico op diabetes. Ook worden eerstegraadsverwanten onderzocht, zodat de ziekte eventueel vroeger wordt opgespoord bij deze risicopersonen. Op termijn leidt dit misschien tot het herkennen van diabetes in een zeer vroeg stadium, zodat de ziekte beter kan worden behandeld.
In Nederland wordt soortgelijk onderzoek uitgevoerd. Het diabetescentrum 'Diabeter' werkt samen het Universitair Medisch Centrum Groningen, om zoveel mogelijk biomaterialen van mensen met diabetes te verzamelen. Deze materialen worden gebruikt om te kunnen differentiëren tussen verschillende vormen van diabetes type 1.
Tegenwoordig wordt er onderzoek verricht naar de transplantatie van β-cellen in de alvleesklier, om zo bepaalde vormen van diabetes te kunnen genezen. Dit gebeurt bijvoorbeeld in België door het JDRF Center for Beta Cell Therapy. In de Bèta Cell Bank in het UZ Brussel worden zo'n 140 pancreassen per jaar verwerkt, waarvan zo'n 60% gebruikt wordt voor het testen van transplantaties naar patiënten met diabetes type 1.
Ook implanteerbare insulinepompjes worden al getest. Deze laatste zouden een nagenoeg ideale behandelingsmethode kunnen zijn, vooral als het mogelijk zou worden om het pompje zelf ook continu de bloedglucosespiegel te laten meten en de insulineafgifte daarop aan te passen. Dit zelf meten door een implanteerbaar apparaatje is echter (in 2004) nog niet goed mogelijk.
Daarnaast is in 2007 in de VS een systeem toegelaten bestaande uit een insulinepomp en een glucose-sensor, die via een teflon canule de bloedsuiker kan meten. Dit is een grote stap in de richting van het zogeheten "closed-loop"-systeem, waarbij men op langere termijn een systeem hoopt te ontwikkelen dat afhankelijk van de bloedsuikerwaarde de insulinetoevoer regelt.
In 2012 is door de Europese Unie geïnvesteerd in een Nederlands bedrijf (Inreda Diabetic) dat ondersteund wordt door een aantal Nederlandse partners (waaronder het AMC en Universiteit Twente) dat zich bezig houdt met de ontwikkeling van de kunstmatige alvleesklier. Deze veelbelovende ontwikkeling betreft een bi-hormonaal, volledig geautomatiseerd gesloten systeem. Dit betekent dat de bloedsuikerwaarde volledig automatisch zowel omhoog als omlaag geregeld kan worden, zonder menselijk ingrijpen. De verwachting is dat in 2019 de kunstmatige alvleesklier beschikbaar komt voor de eerste diabetespatiënten en een volwaardige markttoetreding in 2020 zal plaatsvinden.
In 2005 en 2006 werd er in het Verenigd Koninkrijk en de Verenigde Staten inhaleerbare insuline op de markt gebracht. Dit bleek echter geen succes, en de ontwikkeling en productie van inhaleerbare insuline is in 2008 vrijwel helemaal gestopt.
In 2010 vestigde JDRF zich in Nederland. Zij zijn onder andere betrokken bij het onderzoek van prof. dr. Bart Roep (LUMC) naar genezing van type 1-diabetes, en financieren over de hele wereld onderzoek op basis van vijf oplossingspaden.

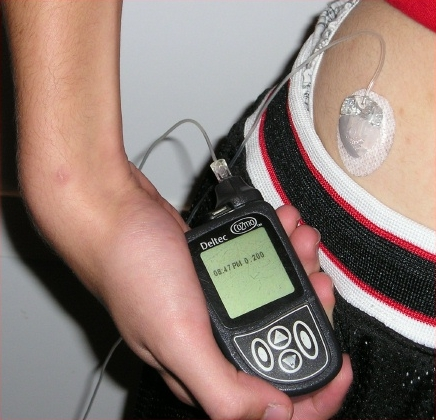
Een insulinepomp

In 2015 werd een insulinepomp geïntroduceerd die, in combinatie met een sensor die de bloedglucosewaarde meet, te lage en te hoge bloedsuikers kan voorkomen.
In november 2015 ging het door IMI-JU  (Innovative Medicines Initiative) gesponsorde project INNODIA van start, een partnerschap tussen de Europese Unie, de Europese farmaceutische industrie, en twee Amerikaanse liefdadigheids-organisaties. INNODIA is een grootschalig consortium van 33 Europese partners, hoofdzakelijk academische en klinische centra, maar ook farmaceutische bedrijven actief in het diabetesonderzoek, en  wordt gecoördineerd door professor Chantal Mathieu, verbonden aan het UZ Leuven. Het consortium streeft naar een concrete vooruitgang op het vlak van voorspellen en voorkomen van type 1-diabetes. Dat gebeurt aan de hand van nieuwe onderzoeksmiddelen, waaronder biomarkers, ziektemodellen en klinische studieparadigma’s. Ook wordt een geïntegreerde databank opgezet voor de verwerking van data van klinische en experimentele bronnen.

## Dieet

### Algemeen
De verhoging van de bloedsuikerspiegel, door een verminderde opname van glucose in de cellen, kan worden tegengegaan aan de bron. Het gaat daarbij om de hoeveelheid glucose die, vanuit de spijsvertering, via achtereenvolgens de leverpoortader en de lever, de bloedstroom binnenkomt. Het spijsverteringsstelsel heeft meer tijd nodig voor de afbraak van zetmeel ("trage koolhydraten"), dan voor de vertering van "snelle koolhydraten": vruchtensuiker, tafelsuiker of melksuiker. Snelle koolhydraten veroorzaken dan, bij gelijk calorie-gehalte, een scherpere piek in de concentratie van glucose in het bloed. Eiwitten in de voeding dragen, na spijsvertering, niet rechtstreeks bij tot de glucosespiegel, maar een teveel aan eiwitten veroorzaakt een hogere belasting van de nieren, die reeds verzwakt kunnen zijn door de diabetes.

### Diabetes en alcohol
Hoewel het van persoon tot persoon verschilt, moet iemand met diabetes  oppassen met alcohol. Na een biertje bijvoorbeeld, zal de bloedsuikerwaarde door de suikers in het bier eerst stijgen, waarna ze op lange termijn weer zal dalen door de alcohol. Bij inname van sterkedrank, bijvoorbeeld whisky zal de bloedsuikerwaarde enkel dalen, mede afhankelijk van de soort sterke drank, en of deze al dan niet gezoet is.
Afhankelijk van de mate waarin de diabetespatiënt er voorspelbaar op reageert, wordt alcohol soms gebruikt als actief middel om de bloedsuikerwaarde tijdelijk te verlagen, bijvoorbeeld als insuline niet voorhanden is. Dit is echter een riskante praktijk.

### Diabetes en energiedrankjes
Energiedrankjes (Energy Drink) met een hoog gehalte aan cafeïne en suikers kunnen een enorme stijging van de bloedsuikerspiegel veroorzaken, waardoor deze drankjes een risico kunnen zijn voor mensen met diabetes of met een erfelijke aanleg voor diabetes.

### Voedingsmiddelen rijk aan flavonoïden
Plantaardige voedingsmiddelen die rijk aan flavonoïden zijn, zoals druiven, sinaasappels, grapefruits, paprika’s, uien, pure chocolade, thee, appels en bessen, kunnen het risico op type 2-diabetes aanzienlijk verlagen. 

## Gevolgen
Diabetes is een aandoening die, na een lange periode van veel slechte waardes, op vele plaatsen schade in het lichaam van de patiënt veroorzaakt, waardoor de levensverwachting en de levenskwaliteit duidelijk afnemen. De gevolgen zijn bij een goede behandeling wel duidelijk minder ernstig.
De schade wordt vooral veroorzaakt door veranderingen aan de vaatwand van de bloedvaten, met name de grote en kleinere slagaders. Atheromatose treedt bij mensen met diabetes sterk versneld op en leidt tot een veel grotere kans op een hartinfarct, beroerte, nierfalen en amputatie van bijvoorbeeld een voet dan bij gezonde mensen. Ook het netvlies kan schade lijden, waardoor op den duur blindheid kan ontstaan. Impotentie en incontinentie is eveneens een vaak voorkomend gevolg van diabetes door neuropathie.
Tevens is er door de wisselende 'hoge' en 'lage' bloedsuikergehaltes hersenbeschadiging mogelijk, net als bij alcoholisten. Hier wordt nog veel onderzoek naar gedaan en men is er nog niet uit of juist het hoge of lage bloedsuikergehalte het schadelijkst is.
Met de nodige zelfdiscipline kunnen mensen met diabetes normaal functioneren in de maatschappij. De gevolgen van deze ingrijpende ziekte voor het dagelijks leven moeten echter niet onderschat worden: slechts weinigen kunnen de mate van discipline opbrengen die hun artsen graag zouden zien. Het gaat weliswaar om zeer ernstige gevolgen, maar het tijdstip waarop die optreden lijkt voor de jonge mens met diabetes nog heel ver weg.
De kwaliteit van leven van mensen met suikerziekte type I is vergelijkbaar met die van gezonde mensen, blijkt uit onderzoek door dr. Bertien Hart aan de Erasmus Universiteit Rotterdam. Wel wordt de kwaliteit van leven sterk negatief beïnvloed bij het ervaren van een hoog bloedglucosegehalte en symptomen van chronische complicaties.
Ook kan er achterstand ontstaan in de puberteit. Een voorbeeld daarvan is dat bij vrouwen de borsten zich later ontwikkelen en dat ze later ongesteld kunnen worden.

## Andere vormen van polyurie
Hoewel de term diabetes ('doorstroom') in de dagelijkse praktijk vooral wordt gebruikt voor diabetes mellitus, een frequent voorkomende aandoening, zijn er ook andere aandoeningen die gepaard gaan met deze "doorstroom" van urine. Een daarvan is diabetes insipidus (= smakeloos), waarbij de hormonale regulatie van de terugresorptie van water in de nieren verstoord is.
Medicamenten kunnen eveneens een polyurie veroorzaken, door een verminderd concentrerend vermogen van de nier. Dit kan optreden bij psychofarmaca, met als belangrijkste voorbeeld lithium.
Een andere oorzaak van polyurie kan zijn primaire of psychogene polydipsie waarbij veel urine geproduceerd wordt omdat er in eerste plaats veel gedronken wordt.

## Verband tussen diabetes, sociale klasse en etniciteit
In 1898 rapporteerde een arts in het Johns Hopkins Hospital Bulletin dat diabetes "een zeldzame ziekte van het gekleurde ras" was. Een kwarteeuw later observeerde de gezaghebbende specialist Elliott P. Joslin dat diabetes "tweeëneenhalf keer zo vaak" voorkwam bij Joden. In Europa stond diabetes op een bepaald moment bekend als de Judenkrankheit. Begin jaren 1980 was er nog een arts in Zuid-Californië die beweerde dat Amerikanen van Mexicaanse afkomst "een diabetisch ras" zijn. In de hedendaagse (2019) statistieken van de Amerikaanse National Institutes of Health wordt ook een hogere prevalentie (mate van vóórkomen) aangegeven bij etnische minderheids-groepen als Afro-Amerikanen, oorspronkelijke bewoners van Alaska, van de continentale Verenigde Staten, van Hawaï en van de eilanden in de Stille Oceaan; Amerikanen van Aziatische afkomst en Hispano-Amerikanen. Uiteraard heeft lidmaatschap van een dergelijke minderheid een genetische component, en erfelijkheid kan een rol spelen bij de vatbaarheid voor verschillende types diabetes. 

### Gevaar van gebrekkige diagnose door etnische stereotypering
Het is echter de vraag of de etnische categorieën in de Amerikaanse bevolkingsstatistieken daarbij relevant zijn. Bovendien is de sociaaleconomische dimensie niet zonder belang en met name armoede is sterk gecorreleerd met diabetes. Het gevaar hierbij is dat raciale stereotypes schade kunnen toebrengen aan de kwaliteit van de diagnose en van de behandeling.